# Jill Corey
Jill Corey, född Norma Jean Speranza den 30 september 1935 i Avonmore, Westmoreland County, Pennsylvania, död 3 april 2021 i Pittsburgh, Pennsylvania, var en amerikansk traditionell popsångerska.